# 瑕 (衛國)
卫侯瑕（？—前632年），姬姓，名瑕，字子適，为衞文公之子，称公子瑕。《左傳》記載，衞文公去世後，公子瑕之兄衛成公继位為卫国君主，後大夫元咺趁卫成公被晋国囚禁在周都洛邑期間，推舉公子瑕為卫國君主。不久，後遭政變，公子瑕奔逃不及，連同元咺遭卫国大夫周颛、治廑所殺。公子瑕擔任卫國君主，約在位1年。